# O mie de cuvinte (film)
O mie de cuvinte (titlu original: A Thousand Words ) este un film american de comedie din 2012 regizat de Brian Robbins. În rolurile principale joacă actorii Eddie Murphy, Kerry Washington și Cliff Curtis. A fost lansat cinematografic la 9 martie 2012, la 4 ani după ce a fost filmat. 

## Prezentare
Jack McCall află de la un guru că mai are de rostit o mie de cuvinte și apoi va muri. După ce află acest lucru, Jack găsește în fața locuinței sale un copac Bodhi. La fiecare cuvânt rostit de Jack, o frunză cade din copac.

## Distribuție
- Eddie Murphy - Jack McCall
- Clark Duke - Aaron
- Cliff Curtis - Dr. Sinja
- Kerry Washington - Caroline McCall
- Steve Little - Co-Worker
- Allison Janney - Samantha Davis
- John Witherspoon - Blind Old Man
- Jack McBrayer - Starbucks Coffee Employee
- Kayla Blake - Emily
- Lennie Loftin - Robert Gilmore
- Ruby Dee - Annie McCall
- Alain Chabat - Christian Léger de la Touffe
- Ted Kennedy - Vagabond

## Primire
Filmul a primit recenzii negative. Rotten Tomatoes a acordat filmului un scor de 0%, cu un rating mediu de 3,2 din 10, pe baza comentariilor a 54 de critici.

## Premii
O mie de cuvinte a fost nominalizat la trei premii Zmeura de Aur, dar nu a primit niciunul dintre acestea:
1. Zmeura de Aur pentru cel mai prost film - acordat filmului The Twilight Saga: Breaking Dawn – Part 2
2. Zmeura de Aur pentru cel mai prost actor - acordat lui Adam Sandler pentru rolul din That's My Boy
3. Zmeura de Aur pentru cel mai prost scenariu - acordat lui David Caspe pentru scenariul filmului That's My Boy)